# Temperaturno tipalo
Temperaturno tipalo (zaznavalo) je senzor temperature vgrajen v neko ohišje, ki spremembno temperature pretvarja v upornost oziroma napetost. 
Ta članek govori o tipalu kot izdelku v katerega je vgrajen senzor temperature. Osnovna značilnost senzorja temperature je meritev lastne temperature ( govorimo o kontaktnih senzorjih ). Senzor temperature vgrajen v neko ohišje ( tipalo ) meri svojo lastno temperaturo, ki jo doseže znotraj ohišja. To pomeni, da mora senzor temperature biti vgrajen tako, da je v čim boljšem stiku s svojim ohišjem preko tega pa z materialom ali snovjo, katerega temperatura nas zanima. Med tipalom in merjenim medijem ne sme biti pretoka drugih temperatur. Npr. če je sam senzor v ohišje nameščen slabo ali brez temperaturno dobro prevodne snovi je že v samem ohišju ob senzorju zrak, za katerega vsi vemo, da je slab prevodnik temperature. Če s takim tipalom opravimo še slabo vgradnjo ( na primer damo vse skupaj v še eno preveliko cev ali premalo potopimo ) lahko s še tako dobrim senzorjem temperature opravimo zelo netočno meritev, pa tudi če je uporabljen senzor najboljše klase. Zato je zelo pomembno, kako je tipalo izdelano v notranjosti, kakšnih kvalitet in klas so uporabljeni senzorji in materiali ohišja ter kako je tako tipalo uporabljeno na terenu. 
Ob uporabi v zraku na splošno upoštevamo, da je senzor v čim manjšem ohišju (čim tanjšem) in da je na mestu merjenja dovolj dober pretok zraka (na primer vsaj 5-10cm od stene). Ob uporabi v tekočinah upoštevamo potopno dolžino, ki naj bo okoli 10 kratnika premera tipala (če je tipalo fi 6mm, potopimo najmanj 60mm oz. 6cm). Seveda so to zelo splošna priporočila, ki pa zadostujejo za splošno uporabo.
Glede na to kakšen tip senzorja temperature je vgrajen v osnovi ločimo t. i. uporovna tipala in termoelemente. Uporovna tipala spremembno temperature kažejo kot spremembno upornosti (npr. Pt 100 senzor rezultira kot 100O hm pri 0º Celzija), medtem ko imajo termoelementi različne vrednosti v mV. Uporovno temperaturno tipalo na terenu običajno povezujemo s tri-vodnim bakrenim vodnikom (lahko tudi dvo-vodnim ali štiri-vodnim, odvisno od uporabe), termoelemente pa povezujemo izključno z njimi enakimi materiali torej s t. i. kompenzacijskimi kabli.
Temperaturna tipala lahko uporabljamo kot del termometrov in drugih naprav za merjenje temperature, vlage, pH, ipd., samostojno za vezavo na krmilja ali nadzorne sisteme ali pa kombinirano s pretvorniki signalov, pogosto s pretvorniki na 4...20mA ali 0...10V v nekem točno določenem temperaturnem območju. Pomembno je, da so izhodi temperaturno linearni. Takšen tip temperaturnih tipal ni primer za meritev temperature površin oziroma moramo biti pri meritvah temperature površin zelo previdni, ker so napake lahko velike.